# Maxence Bibié
Maxence Bibié est un homme politique français né le 11 janvier 1891 à Allemans en Dordogne et décédé le 24 mai 1950 à Périgueux en Dordogne.

## Biographie
Il fait ses études au lycée de Périgueux puis à la faculté de droit de l'université de Bordeaux.
Il est mobilisé le 21 août 1914 comme officier d'infanterie. Il est promu capitaine du 417e régiment d'infanterie puis au 167e régiment d'infanterie. Sa brillante conduite lui vaut la Croix de guerre avec quatre citations et la Légion d'honneur à titre militaire. Il est démobilisé le 23 août 1919.
Après avoir préparé le concours d'agrégation en droit civil, il est agrégé des facultés en 1922. Il est titularisé professeur de droit international public à Grenoble en 1923, puis muté à Bordeaux en la même qualité en janvier 1927.
- Député républicain-socialiste de la Dordogne de 1924 à 1940.

- Sous-secrétaire d'État à l'Économie nationale du 26 octobre au 16 novembre 1933 dans le gouvernement Albert Sarraut (1);
- Sous-secrétaire d'État à la France d'Outre-mer du 30 janvier au 9 février 1934 dans le gouvernement Édouard Daladier (2);
- Sous-secrétaire d'État au Travail du 24 janvier au 4 juin 1936 dans le gouvernement Albert Sarraut (2);
- Sous-secrétaire d'État au Commerce du 18 janvier au 13 mars 1938 dans le gouvernement Camille Chautemps (4).

D'octobre 1941 à sa mort, il est professeur de droit international à l'université de Bordeaux. Il voit dans la justice internationale une garantie de paix stable entre les peuples.
Il est membre de la Société historique et archéologique du Périgord depuis 1926.

## Publications
- Situation juridique des voies ferrées d’intérêt général concédées, Bordeaux, 1919.
- Préface de la thèse de Pierre Bouffard, Les modifications apportées à la gestion administrative et financière des assurances sociales par le décret-loi du 28 octobre 1935 et le règlement d’administration publique du 19 mars 1936 (régime des professions non agricoles), Paris, Sirey, 1936.
- La situation économique et financière de l’Allemagne, in Revue politique et parlementaire du 10 mars 1939, Paris, 1939.
- La répression des crimes de guerre, in Conférences du lundi (1945-1946). Problèmes du jour, Bordeaux, Delmas, 1947.
- La communauté internationale et ses institutions, Paris, Sirey, 1949.

- « L'esprit public dans une commune rurale de la Dordogne sous la Deuxième République », Bulletin de la Société historique et archéologique du Périgord, t. 76, no 3,‎ 1949, p. 143-147 (lire en ligne)
- « Exil en Périgord de Christophe de Beaumont archevêque de Paris », Bulletin de la Société historique et archéologique du Périgord, t. 77, no 2,‎ 1950, p. 66-68 (lire en ligne)